# Pescennina arborea
Espèce
Pescennina arborea est une espèce d'araignées aranéomorphes de la famille des Oonopidae.

## Distribution
Cette espèce se rencontre au Panamá, en Colombie et au Équateur.

## Description
Le mâle holotype mesure 1,57 mm et la femelle paratype 1,83 mm.

## Publication originale
- Platnick & Dupérré, 2011 : The goblin spider genus Pescennina (Araneae, Oonopidae). American Museum novitates, no 3716, p. 1-64 (texte intégral).